# Wilhelm Eschweiler
Pour les articles homonymes, voir Eschweiler.
Wilhelm Eschweiler (né le 1er décembre 1860 à Euskirchen et mort le 21 mars 1936) est un chimiste allemand. Il est professeur à l'École polytechnique de Hanovre.

## Biographie
Il réussit l'examen final (Obersekunda) à l'Institut Knickeberg de Telgte et termine ses études de pharmacie à Goch. Il visite ensuite les pharmacies de Düsseldorf, Francfort, Elberfeld, Wiesbaden, Metz et Hambourg puis étudie la pharmacie à l'Université de Munich et passe l'examen d'État en 1886.
Un an plus tard, il devient l'assistant de Karl Kraut (de) à l'Institut inorganique du TH de Hanovre. Pendant ce temps, il obtient son doctorat en 1889 à l'Université de Rostock qui traite des contributions à la connaissance du formaldéhyde. En 1892, il devient conférencier privé en chimie analytique à Hanovre, où il enseigne également la chimie alimentaire. En 1895, il reçoit le titre de professeur, et en 1921, il devient professeur associé. De 1927 à 1929, il est assistant principal. De 1900 à 1934, il est chargé de cours en chimie analytique.
Il étudie en particulier les colorants minéraux, les acides polythioniques et est considéré comme un expert en explosifs et en poudre à canon. Dans ce dernier domaine, il est souvent actif en tant que consultant en industrie et enquête, entre autres, sur l'accident de l'explosion de l'usine d'azote d'Oppau à Ludwigshafen-Oppau (de), en 1921. Une grande partie de ses recherches a été publiée dans les thèses, diplômes et mémoires de ses étudiants. L'un de ses élèves était Fritz Strassmann.
La méthylation d'Eschweiler-Clarke porte son nom et celui de Hans Thacher Clarke. Eschweiler publie des travaux à ce sujet en 1905 et Clarke en 1933. Parfois, elle n'est donc connue que sous le nom de méthode Eschweiler ,.

## Publications
- « Ueber die Constitution der Säureamide », Berichte der deutschen chemischen Gesellschaft (« À propos de la constitution des amides d'acide », Rapports de la Société allemande de chimie), année 30, 1897, numéro 8.
- « Ersatz von an Stickstoff gebundenen Wasserstoffatomen durch die Methylgruppe mit Hülfe von Formaldehyd », Berichte der deutschen chemischen Gesellschaft (« Remplacement des atomes d'hydrogène liés à l'azote par le groupe méthyle à l'aide de formaldéhyde », Rapports de la société chimique allemande), vol. 38, n° 1, 1905.